# ルアン (フランス)
ルアン （Leuhan）は、フランス、ブルターニュ地域圏、フィニステール県のコミューン。

## 歴史
ルアンは1675年におきた印紙税一揆（fr）とヴァンデ戦争におけるシュアヌリ（fr、ふくろう党。王党派）に参加したことが知られている。
文献学者であったテオドール・エルサール・ド・ラ・ヴィルマルケ（fr）は、ブルターニュ民謡を自ら収集したうちの最高の作品をここで集めた。
1796年春、シュアヌリの指導者ジャン・フランソワ・ラ・パージュ・ド・バル（fr）がカレの不満分子を結集させて攻撃を行い、フィニステール県全体に反乱を拡大させた。あくどい勧誘員は脱走兵であるという偽名を用いてランゴラン、コレ、トレグレズ、ルアン、ラズといった田舎を歩き回り、「自分と次に会う時には準備を整えておくように。」という脅迫とともに警告をした。

## 人口統計
| 1962年 | 1968年 | 1975年 | 1982年 | 1990年 | 1999年 | 2006年 | 2010年 |
| ------ | ------ | ------ | ------ | ------ | ------ | ------ | ------ |
| 1430   | 1281   | 1043   | 932    | 794    | 754    | 775    | 791    |

参照元:1999年までEHESS、2000年以降INSEE